# Lijst van snuitkevers in Nederland

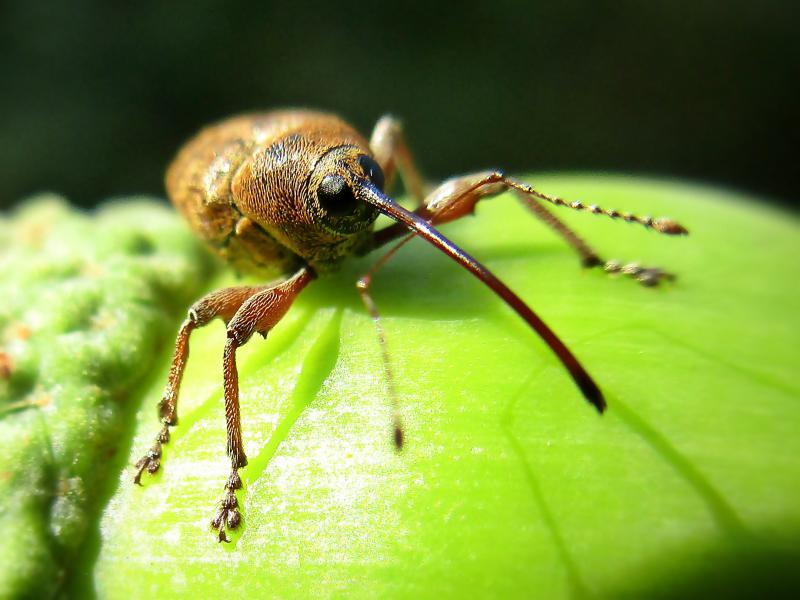
Kleine eikelboorder (Curculio glandium) gefotografeerd in Doorwerth, Gelderland

Dit is een lijst van snuitkevers (superfamilie Curculionoidea) in Nederland. Van deze superfamilie komen in Nederland vijf families voor, namelijk boksnuitkevers (Anthribidae), bladrolkevers (Attelabidae), spitsmuisjes (Brentidae), snuitkevers (Curculionidae) en bastaardsnuitkevers (Nemonychidae).
De lijst is gebaseerd op het Nederlands Soortenregister en bevat 694 soorten die in het wild zijn aangetroffen. Van 652 soorten is bekend dat zij inheems zijn of langer dan tien jaar zijn gevestigd. Deze soorten zijn in de lijst vet gemarkeerd. Exoten zijn gemarkeerd met een asterisk (*).

## Anthribidae(Boksnuitkevers)

### OnderfamilieAnthribinae
- Allandrus undulatus
- Anthribus fasciatus
- Anthribus nebulosus
- Dissoleucas niveirostris
- Enedreytes hilaris
- Enedreytes sepicola

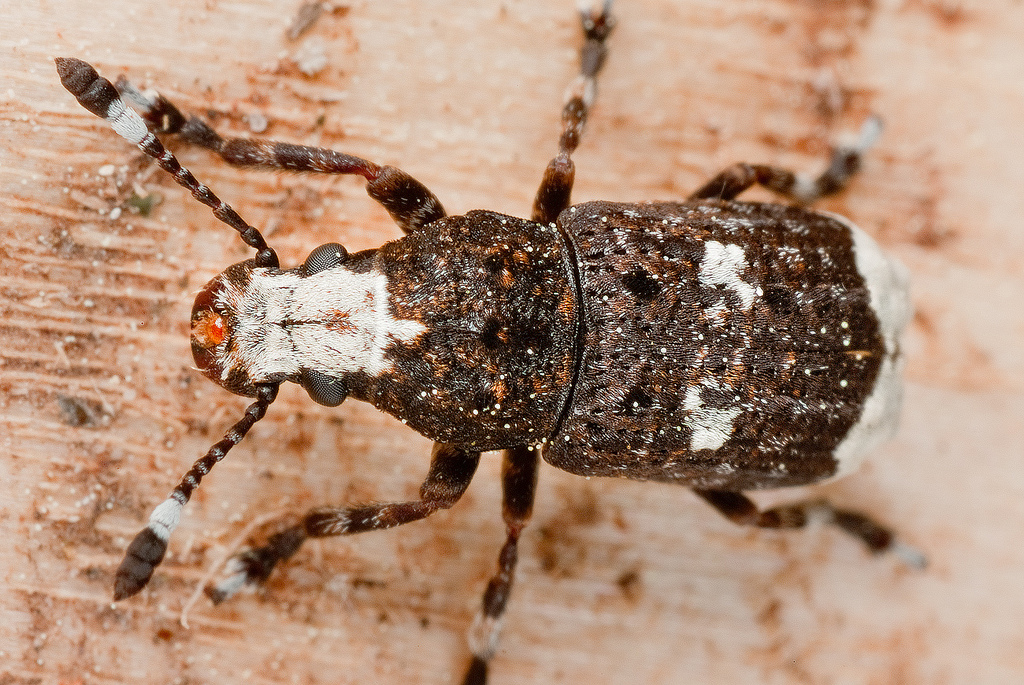
Grootkopsnuittor (Platystomos albinus)

- Platyrhinus resinosus (Breedsnuitkever)
- Platystomos albinus (Grootkopsnuittor)
- Rhaphitropis marchica
- Tropideres albirostris (Witsnuittor)

### OnderfamilieChoraginae
- Araecerus fasciculatus*
- Araecerus simulatus*
- Choragus sheppardi

### OnderfamilieUrodontinae
- Bruchela conformis
- Bruchela rufipes
- Bruchela suturalis

## Attelabidae(Bladrolkevers)

### OnderfamilieAttelabinae

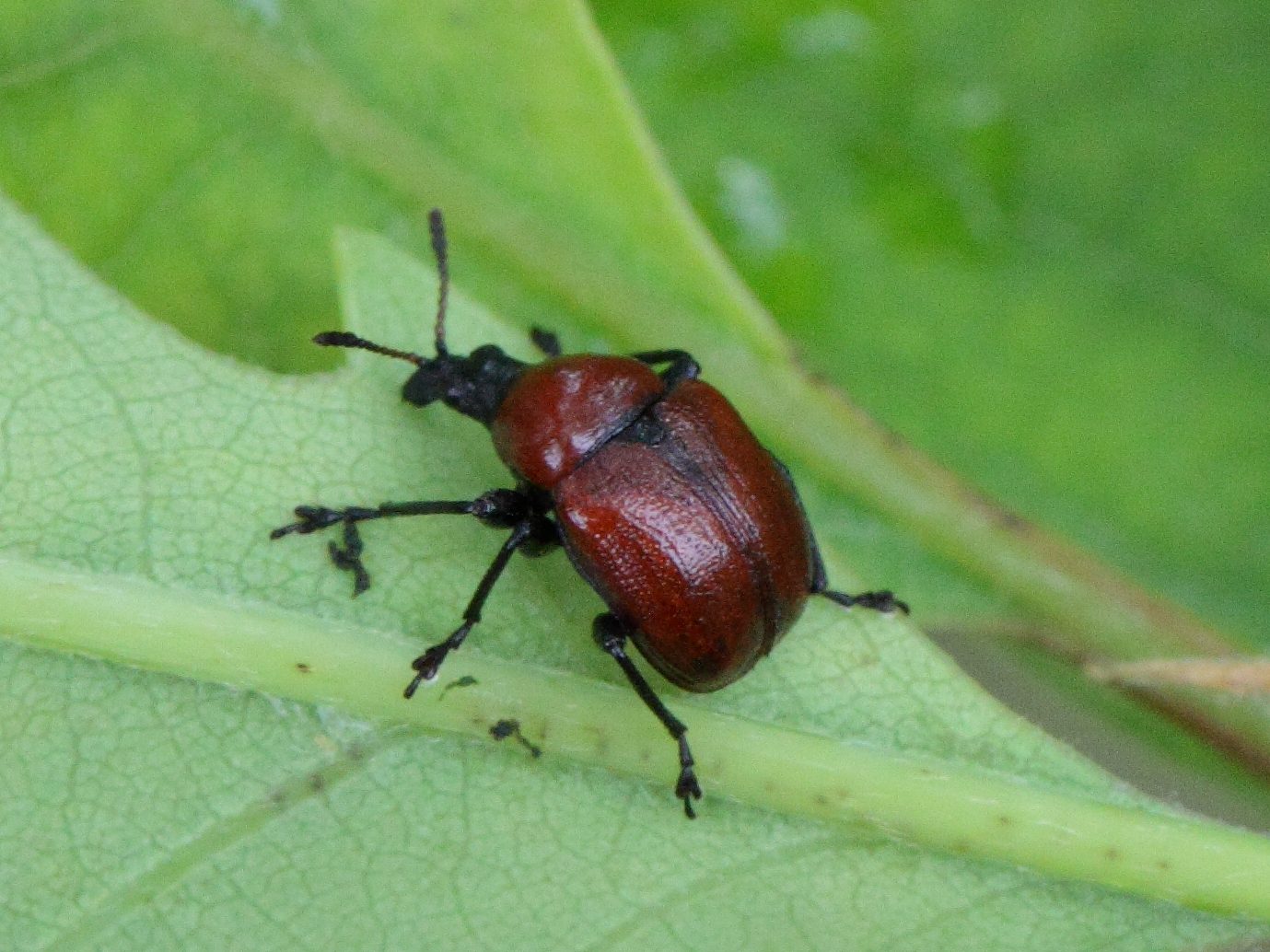
Eikenbladrolkever (Attelabus nitens)

- Apoderus coryli (Hazelaarbladrolkever)
- Attelabus nitens (Eikenbladrolkever)

### OnderfamilieRhynchitinae

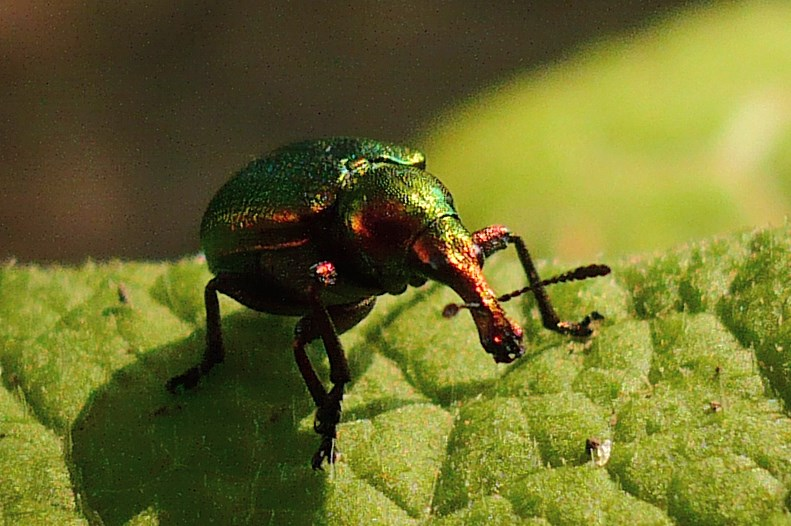
Populierensigarenmaker (Byctiscus populi)

- Byctiscus betulae (Grote sigarenmaker)
- Byctiscus populi (Populierensigarenmaker)
- Chonostropheus tristis
- Deporaus betulae (Berkensigarenmaker)
- Deporaus mannerheimii Hummel
- Haplorhynchites caeruleus (Twijgafsteker)
- Involvulus cupreus (Pruimenboorder)
- Lasiorhynchites cavifrons
- Lasiorhynchites olivaceus
- Lasiorhynchites sericeus
- Neocoenorrhinus aeneovirens
- Neocoenorrhinus germanicus (Aardbeistengelsteker)
- Neocoenorrhinus interpunctatus
- Neocoenorrhinus pauxillus (Appelbladsteker)
- Rhynchites auratus
- Rhynchites bacchus
- Tatianaerhynchites aequatus (Appelvruchtsteker)
- Temnocerus longiceps
- Temnocerus nanus
- Temnocerus tomentosus

## Brentidae(Spitsmuisjes)

### OnderfamilieApioninae
- Acentrotypus brunnipes

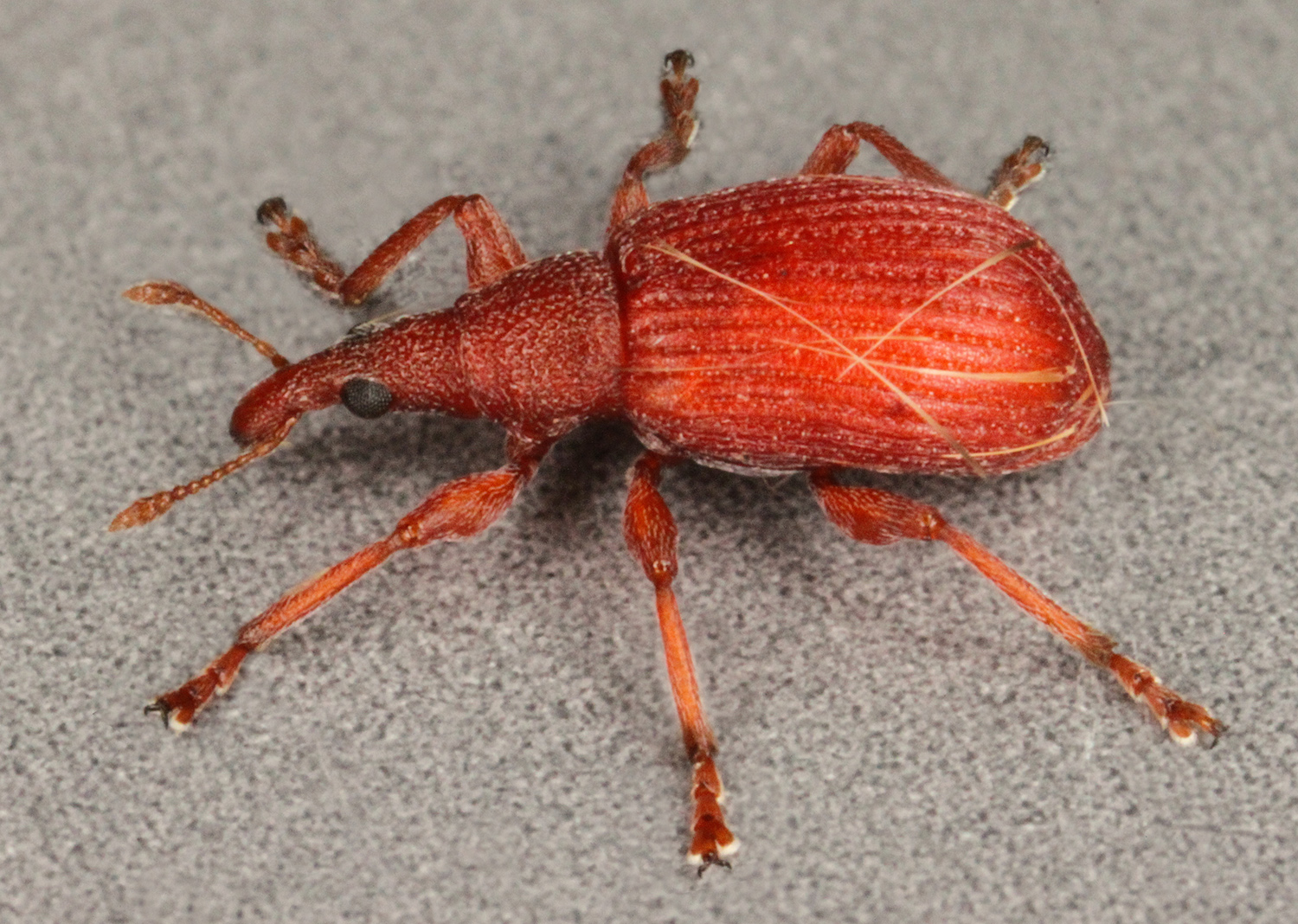
Menierood zuringspitsmuisje (Apion frumentarium)

- Aizobius sedi (Muurpeperspitsmuis)
- Apion cruentatum
- Apion frumentarium (Menierood zuringspitsmuisje)
- Apion haematodes
- Apion rubens
- Apion rubiginosum (Zuringwortelspitsmuisje)
- Aspidapion aeneum
- Aspidapion radiolus
- Betulapion simile (Berkenspitsmuisje)
- Catapion pubescens (Klaverspitsmuisje)
- Catapion seniculus
- Ceratapion armatum
- Ceratapion basicorne
- Ceratapion carduorum
- Ceratapion gibbirostre
- Ceratapion onopordi (Wegdistelspitsmuis)
- Ceratapion penetrans
- Cyanapion columbinum (Lathyrussnuitkever)
- Cyanapion Gyllenhaalii (Vogelwikkespitsmuisje)
- Cyanapion platalea
- Cyanapion spencii
- Diplapion confluens
- Diplapion stolidum
- Eutrichapion ervi
- Eutrichapion punctiger
- Eutrichapion viciae
- Eutrichapion vorax
- Exapion compactum
- Exapion corniculatum
- Exapion difficile
- Exapion fuscirostre
- Exapion ulicis
- Hemitrichapion reflexum
- Holotrichapion aethiops (Voederwikkespitsmuisje)
- Holotrichapion ononis (Stalkruidspitsmuisje)
- Holotrichapion pisi (Grote wikkesnuitkever)
- Ischnopterapion loti (Rolklaversnuitkever)
- Ischnopterapion virens
- Kalcapion pallipes (Geelpootbingelkruidspitsmuisje)
- Kalcapion semivittatum (Klein bingelkruidspitsmuisje)
- Malvapion malvae
- Melanapion minimum
- Omphalapion dispar
- Omphalapion hookerorum
- Omphalapion laevigatum
- Oxystoma cerdo
- Oxystoma craccae
- Oxystoma ochropus
- Oxystoma opeticum
- Oxystoma pomonae
- Oxystoma subulatum
- Perapion affine
- Perapion curtirostre
- Perapion hydrolapathi
- Perapion marchicum
- Perapion violaceum (Blauw zuringspitsmuisje)
- Pirapion immune
- Protapion apricans
- Protapion assimile
- Protapion difforme
- Protapion dissimile
- Protapion filirostre
- Protapion fulvipes
- Protapion nigritarse
- Protapion ononidis
- Protapion trifolii
- Protapion varipes
- Protopirapion atratulum (Bremsnuitkever)
- Pseudapion moschatae
- Pseudapion rufirostre
- Pseudaplemonus limonii (Lamsoorspitsmuisje)
- Pseudoperapion brevirostre
- Pseudoprotapion astragali (Hokjespeulspitsmuisje)
- Pseudoprotapion elegantulum
- Pseudostenapion simum
- Rhopalapion longirostre
- Squamapion atomarium (Tijmspitsmuisje)
- Squamapion flavimanum
- Squamapion origani
- Squamapion vicinum (Watermuntspitsmuisje)
- Stenopterapion meliloti (Honingklaverspitsmuisje)
- Stenopterapion tenue (Rupsklaverspitsmuisje)
- Synapion ebeninum
- Taeniapion rufulum
- Taeniapion urticarium

### OnderfamilieNanophyinae
- Nanophyes globulus

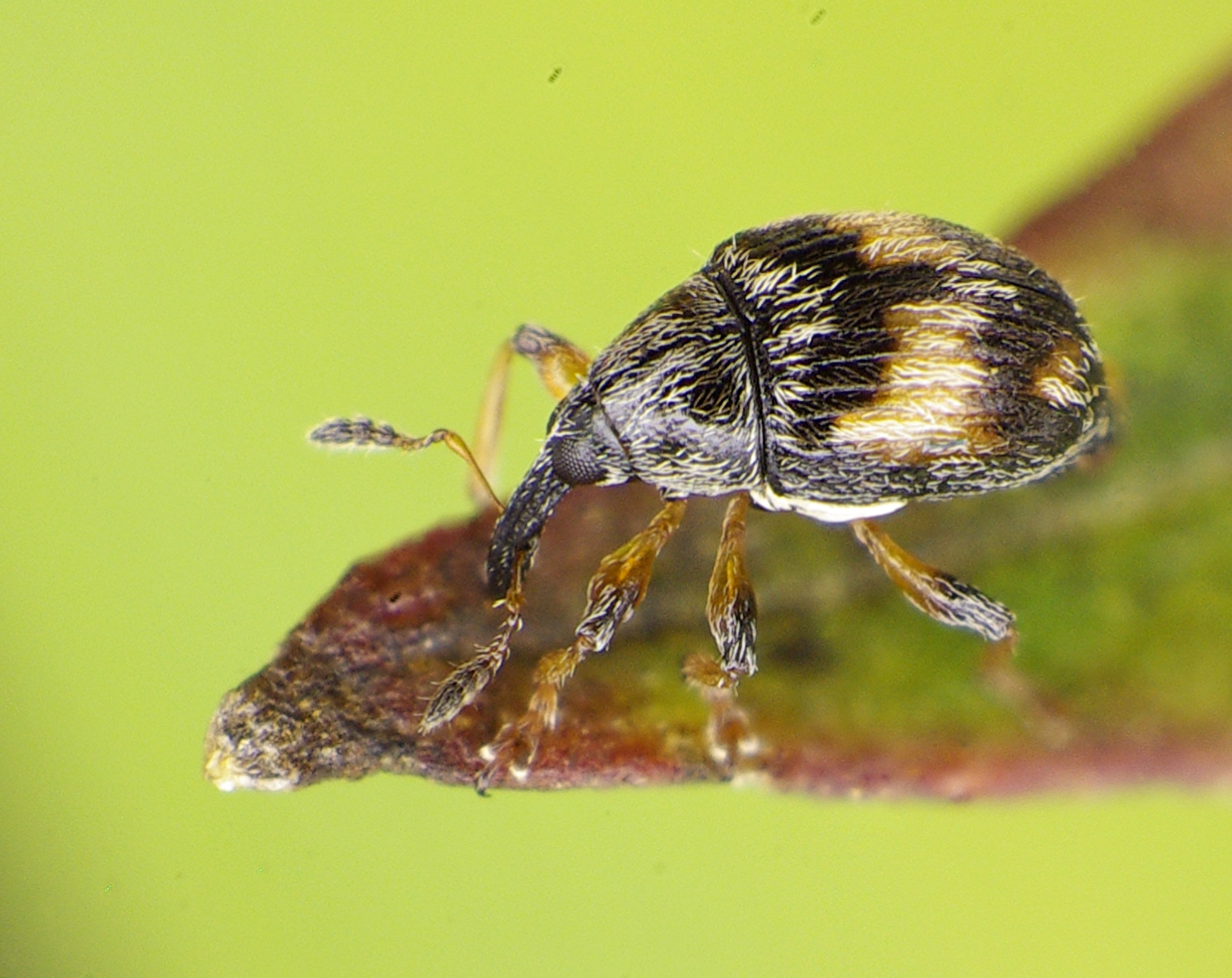
Dwerg-kattenstaartsnuitkever (Nanophyes marmoratus)

- Nanophyes marmoratus (Dwerg-kattenstaartsnuitkever)

## Curculionidae(Snuitkevers)

### OnderfamilieBrachycerinae
- Asperogronops inaequalis
- Attactagenus plumbeus
- Barynotus moerens

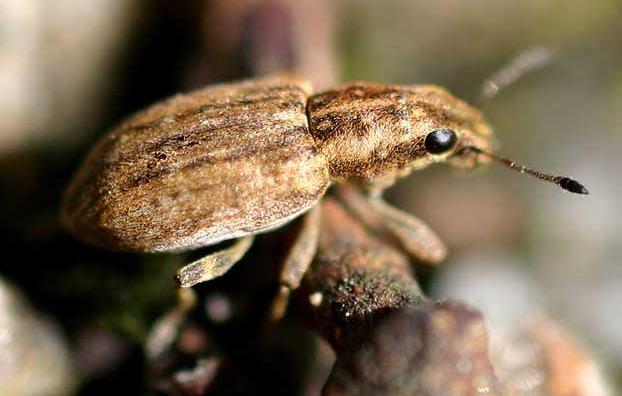
Bladrandkever (Sitona lineatus)

- Barynotus obscurus (Grote bietensnuitkever)
- Barypeithes araneiformis
- Barypeithes mollicomus
- Barypeithes pellucidus (Bruine aardsnuittor)
- Barypeithes tenex
- Bastactes bituberculatus*
- Brachyderes incanus (Grijze dennensnuitkever)
- Brachyderes lusitanicus
- Brachypera dauci (Grote reigersbeksnuitkever)
- Brachypera zoilus
- Brachysomus echinatus
- Brachysomus hirtus
- Caenopsis fissirostris
- Caenopsis waltoni
- Chlorophanus viridis (Groene distelsnuitkever)
- Diaprepes abbreviatus*
- Donus intermedius
- Graptus triguttatus (Drievleksnuitkever)
- Gronops lunatus
- Hypera arator (Anjersnuitkever)
- Hypera arundinis
- Hypera conmaculata
- Hypera diversipunctata
- Hypera melancholica
- Hypera meles
- Hypera nigrirostris (Kleine luzernekever)
- Hypera pastinacae
- Hypera plantaginis
- Hypera postica (Gewone luzernekever)
- Hypera rumicis
- Hypera suspiciosa
- Hypera venusta
- Limobius borealis
- Limobius mixtus (Kleine reigersbeksnuitkever)
- Liophloeus tessulatus (Gevlekte aardsnuitkever)
- Omiamima mollina
- Otiorhynchus apenninus*
- Otiorhynchus armadillo*
- Otiorhynchus armatus*
- Otiorhynchus atroapterus (Duinlapsnuitkever)
- Otiorhynchus aurifer*
- Otiorhynchus crataegi*
- Otiorhynchus dieckmanni*
- Otiorhynchus ligneus
- Otiorhynchus ligustici (Ligusterlapsnuitkever)
- Otiorhynchus ovatus (Kleine lapsnuitkever)
- Otiorhynchus porcatus
- Otiorhynchus raucus
- Otiorhynchus rugosostriatus (Cyclamenlapsnuitkever)
- Otiorhynchus singularis (Gevlekte lapsnuitkever)
- Otiorhynchus smreczynskii*
- Otiorhynchus sulcatus (Gegroefde lapsnuitkever)
- Otiorhynchus tenebricosus
- Otiorhynchus veterator
- Pachyrhinus lethierryi*
- Pantomorus cervinus*
- Parascythopus intrusus*
- Peritelus sphaeroides (Grijze snuitkever)
- Philopedon plagiatum
- Phyllobius arborator
- Phyllobius argentatus (Groene beukensnuitkever)
- Phyllobius betulinus
- Phyllobius glaucus (Grote bladsnuitkever)
- Phyllobius maculicornis (Groene snuittor)
- Phyllobius oblongus (Behaarde bladsnuitkever)
- Phyllobius pilicornis*
- Phyllobius pomaceus (Groene bladsnuitkever)
- Phyllobius pyri (Gestreepte bladsnuitkever)
- Phyllobius roboretanus
- Phyllobius vespertinus
- Phyllobius virideaeris
- Polydrusus cervinus (Reebruine bladsnuitkever)
- Polydrusus confluens
- Polydrusus corruscus
- Polydrusus flavipes
- Polydrusus formosus (Zijdeglansbladsnuitkever)
- Polydrusus impar
- Polydrusus impressifrons
- Polydrusus marginatus
- Polydrusus mollis (Glanzige snuittor)
- Polydrusus pallidus
- Polydrusus prasinus (Bessenbladsnuitkever)
- Polydrusus pterygomalis (Groene bladrandkever)
- Polydrusus pulchellus
- Polydrusus tereticollis
- Pseudomyllocerus sinuatus
- Sciaphilus asperatus
- Simo variegatus
- Sitona cambricus
- Sitona cinerascens
- Sitona cylindricollis
- Sitona gemellatus
- Sitona gressorius (Grote lupinekever)
- Sitona griseus (Kleine lupinekever)
- Sitona hispidulus
- Sitona humeralis
- Sitona lateralis
- Sitona lepidus
- Sitona lineatus (Bladrandkever)
- Sitona lineellus
- Sitona macularius
- Sitona puncticollis
- Sitona regensteinensis (Kleine brembladrandkever)
- Sitona striatellus
- Sitona sulcifrons
- Sitona suturalis
- Sitona waterhousei
- Strophosoma capitatum (Grauwbruine dennensnuitkever)
- Strophosoma faber
- Strophosoma fulvicorne
- Strophosoma melanogrammum (Bronzen snuitkever)
- Strophosoma nebulosum
- Strophosoma sus (Heidesnuitkever)
- Tanymecus palliatus (Bietensnuitkever)
- Trachyphloeus alternans
- Trachyphloeus angustisetulus
- Trachyphloeus aristatus
- Trachyphloeus asperatus
- Trachyphloeus bifoveolatus
- Trachyphloeus scabriculus (Ruwe aardsnuitkever)
- Trachyphloeus spinimanus
- Tropiphorus elevatus

### OnderfamilieCossoninae
- Cossonus cylindricus

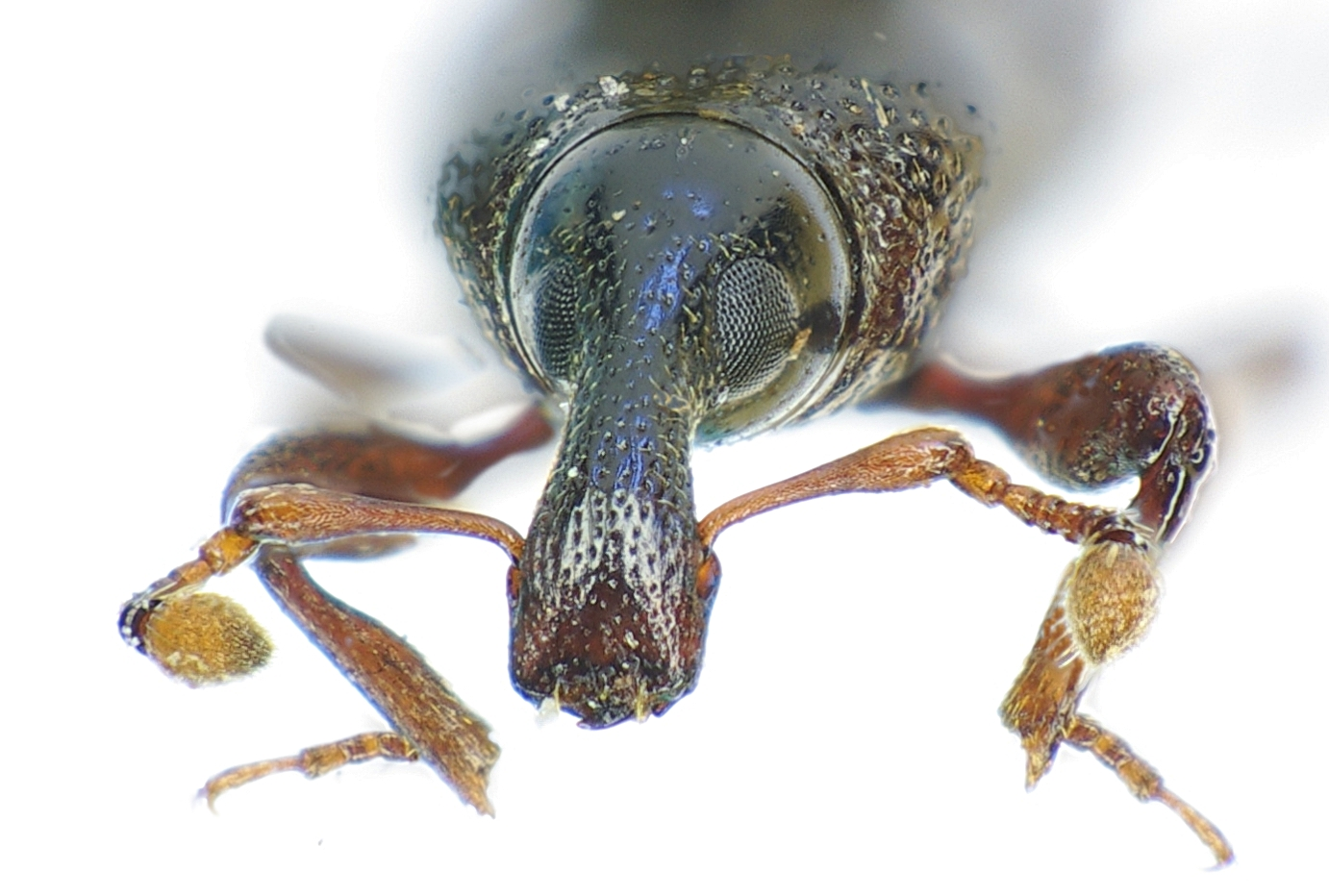
Smalle schorssnuitkever (Cossonus linearis)

- Cossonus linearis (Smalle schorssnuitkever)
- Cossonus parallelepipedus
- Hexarthrum exiguum*
- Macrorhyncolus littoralis
- Pentarthrum huttoni
- Phloeophagus lignarius
- Pselactus spadix (Paalsnuitkever)
- Rhyncolus elongatus
- Rhyncolus punctatulus
- Stereocorynes truncorum

### OnderfamilieCurculioninae
- Acalles dubius
- Acalles fallax
- Acalles misellus
- Acalles ptinoides
- Acalyptus carpini
- Amalorrhynchus melanarius
- Amalus scortillum
- Anoplus plantaris
- Anoplus roboris
- Anthonomus bituberculatus
- Anthonomus chevrolati
- Anthonomus conspersus
- Anthonomus eugenii*
- Anthonomus humeralis

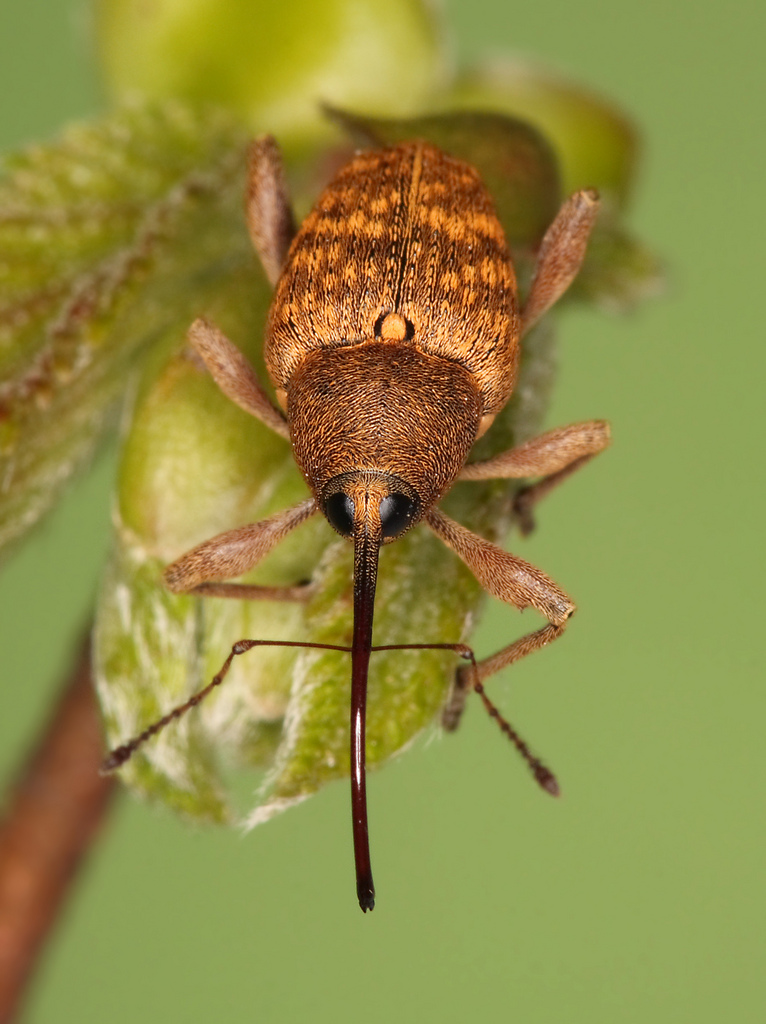
Hazelnootboorder (Curculio nucum)

- Anthonomus pedicularius (Meidoornbloesemkever)
- Anthonomus phyllocola
- Anthonomus piri (Perenknopkever)
- Anthonomus pomorum (Appelbloesemkever)
- Anthonomus rectirostris (Kersenpitkever)
- Anthonomus rubi (Aardbeibloesemkever)
- Anthonomus sorbi
- Anthonomus spilotus
- Anthonomus ulmi
- Archarius crux (Kruisdragend wilgensnuitkevertje)
- Archarius pyrrhoceras
- Archarius salicivorus
- Aulacobaris chlorizans
- Aulacobaris cuprirostris
- Aulacobaris lepidii
- Aulacobaris picicornis
- Auleutes epilobii (Wilgenroosjessnuitkever)
- Bagous alismatis (Waterweegbreesnuitkever)
- Bagous binodulus
- Bagous brevis
- Bagous collignensis
- Bagous elegans (Sierlijke watersnuitkever)
- Bagous frit
- Bagous glabrirostris
- Bagous limosus
- Bagous longitarsis
- Bagous lutosus
- Bagous lutulentus
- Bagous lutulosus
- Bagous nodulosus
- Bagous petro
- Bagous puncticollis
- Bagous robustus
- Bagous rotundicollis
- Bagous subcarinatus
- Bagous tempestivus
- Bagous tubulus
- Bothynoderes affinis (Witte snuittor)
- Brachonyx pineti (Dwerg-dennensnuittorretje)
- Bradybatus fallax
- Bradybatus kellneri
- Calosirus apicalis
- Calosirus terminatus (Peterseliesnuitkever)
- Ceutorhynchus alliariae
- Ceutorhynchus assimilis (Koolzaadsnuitkever)
- Ceutorhynchus atomus
- Ceutorhynchus cakilis
- Ceutorhynchus chalybaeus (Boerenkerssnuitkever)
- Ceutorhynchus cochleariae
- Ceutorhynchus constrictus
- Ceutorhynchus contractus
- Ceutorhynchus erysimi
- Ceutorhynchus hampei
- Ceutorhynchus hirtulus (Behaarde boorsnuitkever)
- Ceutorhynchus ignitus
- Ceutorhynchus napi
- Ceutorhynchus obstrictus
- Ceutorhynchus pallidactylus (Stengelboorsnuitkever)
- Ceutorhynchus pectoralis
- Ceutorhynchus pervicax
- Ceutorhynchus picitarsis
- Ceutorhynchus posthumus
- Ceutorhynchus pulvinatus
- Ceutorhynchus pumilio
- Ceutorhynchus pyrrhorhynchus
- Ceutorhynchus querceti
- Ceutorhynchus rapae (Hartboorsnuitkever)
- Ceutorhynchus resedae
- Ceutorhynchus rhenanus
- Ceutorhynchus roberti
- Ceutorhynchus scapularis
- Ceutorhynchus sulcicollis
- Ceutorhynchus syrites
- Ceutorhynchus turbatus
- Ceutorhynchus typhae
- Cholus forbesii*
- Cionus alauda
- Cionus hortulanus
- Cionus nigritarsis
- Cionus olens
- Cionus scrophulariae (Helmkruidbladschaver)
- Cionus thapsus
- Cionus tuberculosus (Donkere helmkruidbladschaver)
- Cleonis pigra (Trage distelsnuitkever)
- Cleopomiarus graminis
- Cleopomiarus micros
- Cleopomiarus plantarum
- Cleopus pulchellus
- Cleopus solani
- Coeliastes lamii
- Coeliodes rana
- Coeliodes ruber
- Coeliodes transversealbofasciatus
- Coeliodes trifasciatus
- Coeliodinus nigritarsis
- Coeliodinus rubicundus
- Coniocleonus hollbergii (Grote grijze heidesnuitkever)
- Coniocleonus nebulosus
- Coryssomerus capucinus
- Cosmobaris scolopacea
- Cryptorhynchus lapathi (Elzensnuitkever)
- Curculio betulae
- Curculio elephas
- Curculio glandium (Kleine eikelboorder)
- Curculio nucum (Hazelnootboorder)
- Curculio pellitus
- Curculio rubidus
- Curculio venosus (Grote eikelboorder)
- Curculio villosus (Eikengalboorder)
- Cyphocleonus dealbatus
- Cyphocleonus trisulcatus
- Datonychus angulosus
- Datonychus arquata
- Datonychus melanostictus
- Dorytomus dejeani
- Dorytomus edoughensis
- Dorytomus filirostris
- Dorytomus hirtipennis
- Dorytomus ictor
- Dorytomus longimanus (Langsprietpopulierensnuitkever)
- Dorytomus melanophthalmus
- Dorytomus nebulosus
- Dorytomus rufatus
- Dorytomus salicinus
- Dorytomus salicis
- Dorytomus taeniatus
- Dorytomus tortrix (Gewone populierensnuitkever)
- Dorytomus tremulae
- Drupenatus nasturtii
- Ellescus bipunctatus
- Ellescus infirmus
- Ellescus scanicus
- Ethelcus denticulatus
- Eubrychius velutus
- Glocianus distinctus
- Glocianus moelleri
- Glocianus pilosellus
- Glocianus punctiger
- Grypus brunnirostris
- Grypus equiseti (Paardenstaartsnuitkever)
- Gymnetron beccabungae (Waterereprijssnuitkever)
- Gymnetron rostellum
- Gymnetron stimulosum
- Gymnetron veronicae (Ereprijssnuitkever)
- Gymnetron villosulum (Viltsnuitkever)
- Hadroplontus litura (Gevlekte distelsnuitkever)
- Hadroplontus trimaculatus
- Hylobius abietis (Grote dennensnuitkever)
- Hylobius transversovittatus (Bruine kattenstaartsnuitkever)
- Isochnus angustifrons
- Isochnus foliorum
- Isochnus sequensi
- Kyklioacalles roboris
- Larinus planus (Wollige distelsnuitkever)
- Larinus sturnus
- Larinus turbinatus
- Leiosoma deflexum
- Lepyrus capucinus (Kapucijner snuittor)
- Lepyrus palustris (Moeraswilgensnuitkever)
- Lignyodes enucleator
- Limnobaris dolorosa
- Limnobaris t-album
- Liparus coronatus (Gehoornde schermbloemsnuitkever)
- Liparus germanus (Groothoefbladsnuitkever)
- Lixus angustus
- Lixus bardanae (Bruine zuringsnuitkever)
- Lixus iridis (Grote lissnuitkever)
- Lixus paraplecticus (Waterscheerlingsnuitkever)
- Lixus pulverulentus
- Lixus vilis
- Magdalis armiger
- Magdalis barbicornis
- Magdalis carbonaria
- Magdalis cerasi
- Magdalis duplicata (Dofblauwe dennensnuitkever)
- Magdalis flavicornis
- Magdalis frontalis
- Magdalis linearis
- Magdalis memnonia (Magdaliskever)
- Magdalis nitida
- Magdalis nitidipennis
- Magdalis phlegmatica
- Magdalis rufa
- Magdalis ruficornis (Pruimenschorssnuitkever)
- Magdalis violacea
- Mecaspis emarginata*
- Mecinus collaris (Weegbreesnuitkever)
- Mecinus heydeni
- Mecinus janthinus
- Mecinus labilis
- Mecinus pascuorum
- Mecinus pyraster (Weegbreesnuitkever)
- Melanobaris laticollis
- Melanobaris morio
- Miarus campanulae (Klokjessnuitkever)
- Micrelus ericae (Kleine heidekruidsnuitkever)
- Microplontus campestris
- Microplontus melanostigma
- Microplontus millefolii
- Microplontus molitor
- Microplontus rugulosus
- Microplontus triangulum
- Minyops carinatus
- Mitoplinthus caliginosus
- Mogulones albosignatus
- Mogulones asperifoliarum
- Mogulones crucifer (Hondstongsnuitkever)
- Mogulones euphorbiae
- Mogulones geographicus (Slangenkruidsnuitkever)
- Mogulones raphani
- Mogulones t-album
- Mononychus punctumalbum (Lissnuitkever)
- Nedyus quadrimaculatus (Viervlekbrandnetelsnuitkever)
- Neoglocianus maculaalba
- Neophytobius muricatus
- Neophytobius quadrinodosus
- Notaris acridula (Donkerbruine moerassnuitkever)
- Notaris scirpi
- Oprohinus consputus
- Oprohinus suturalis
- Orchestes alni
- Orchestes betuleti
- Orchestes erythropus
- Orchestes fagi (Beukenspringkever)
- Orchestes hortorum
- Orchestes iota
- Orchestes pilosus
- Orchestes quercus (Eikenzwamspartelkevers)
- Orchestes rusci
- Orchestes testaceus
- Orobitis cyanea (Viooltjessnuitkever)
- Orthochaetes setiger
- Parethelcus pollinarius (Brandnetelboorder)
- Pelenomus canaliculatus
- Pelenomus comari (Rozensnuitkever)
- Pelenomus olssoni
- Pelenomus quadricorniger
- Pelenomus quadrituberculatus
- Pelenomus velaris
- Pelenomus waltoni
- Pelenomus zumpti
- Phytobius leucogaster
- Pissodes castaneus (Kleine dennensnuitkever)
- Pissodes pini (Slanke dennensnuitkever)
- Pissodes piniphilus (Dennenstaaksnuitkever)
- Pissodes validirostris
- Poophagus sisymbrii (Waterkerssnuitkever)
- Prisistus fritillariae*
- Procas picipes
- Pseudorchestes pratensis
- Pseudostyphlus pillumus
- Rhamphus oxyacanthae
- Rhamphus pulicarius
- Rhinocyllus conicus
- Rhinoncus albicinctus
- Rhinoncus bruchoides (Duizendknoopsnuitkever)
- Rhinoncus castor
- Rhinoncus inconspectus
- Rhinoncus pericarpius (Zuringsnuitkever)
- Rhinoncus perpendicularis
- Rhinusa antirrhini (Leeuwenbeksnuitkever)
- Rhinusa asellus
- Rhinusa collina (Bruine vlasbeksnuitkever)
- Rhinusa hispida
- Rhinusa linariae (Bleke vlasbeksnuitkever)
- Rhinusa neta (Gewone vlasbekstengelsnuitkever)
- Rhinusa tetra (Lelijke snuittor)
- Rhinusa thapsicola
- Ruteria hypocrita
- Rutidosoma fallax
- Rutidosoma globulus
- Sibinia arenariae
- Sibinia phalerata (Hoornbloemsnuitkever)
- Sibinia primita
- Sibinia pyrrhodactyla
- Sibinia variata
- Sibinia viscariae
- Sirocalodes depressicollis
- Sirocalodes mixtus
- Sirocalodes quercicola
- Smicronyx coecus (Klein warkruidsnuittorretje)
- Smicronyx jungermanniae (Gewoon warkruidsnuittorretje)
- Smicronyx reichii
- Smicronyx smreczynskii
- Stenocarus cardui
- Stenocarus ruficornis
- Stenopelmus rufinasus* (Kroosvarensnuittorretje)
- Stereonychus fraxini
- Sternochetus mangiferae*
- Tachyerges decoratus
- Tachyerges pseudostigma
- Tachyerges rufitarsis
- Tachyerges salicis (Wilgenvlosnuitkever)
- Tachyerges stigma
- Tanysphyrus lemnae (Kroossnuittorretje)
- Tapeinotus sellatus (Gezadelde snuitkever)
- Thamiocolus sahlbergi
- Thamiocolus viduatus
- Thryogenes festucae
- Thryogenes fiorii
- Thryogenes nereis
- Thryogenes scirrhosus
- Tournotaris bimaculata (Tweevlekkige moerassnuitkever)
- Trachodes hispidus
- Trichosirocalus barnevillei
- Trichosirocalus rufulus
- Trichosirocalus spurnyi
- Trichosirocalus thalhammeri
- Trichosirocalus troglodytes (Bruinrode weegbreesnuitkever)
- Tychius breviusculus
- Tychius junceus
- Tychius lineatulus
- Tychius meliloti
- Tychius parallelus (Bremsnuitkever)
- Tychius picirostris
- Tychius polylineatus (Klaversnuitkever)
- Tychius pusillus
- Tychius quinquepunctatus (Vijfstippige erwtensnuitkever)
- Tychius schneideri
- Tychius squamulatus
- Tychius stephensi
- Tychius tibialis
- Zacladus exiguus
- Zacladus geranii

### OnderfamilieDryophthorinae
- Metamasius hemipterus*

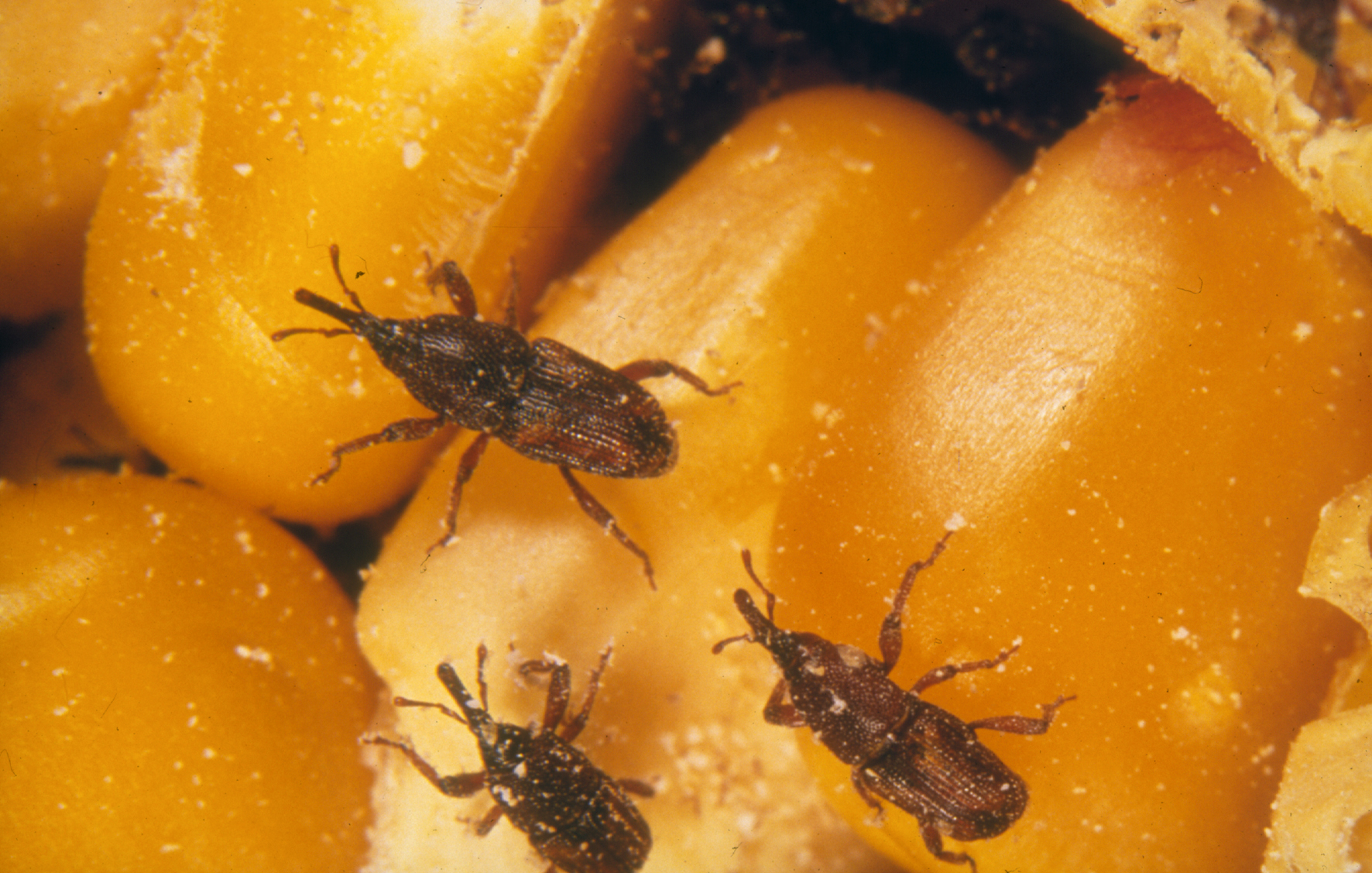
Rijstklander (Sitophilus oryzae)

- Rhynchophorus ferrugineus* (Rode palmkever)
- Scyphophorus acupunctatus*
- Sitophilus granarius (Graanklander)
- Sitophilus linearis*
- Sitophilus oryzae (Rijstklander)
- Sitophilus zeamais* (Maisklander)
- Yuccaborus frontalis*

### OnderfamiliePlatypodinae
- Platypus cylindrus (Eikenkernhoutkever)

### OnderfamilieScolytinae

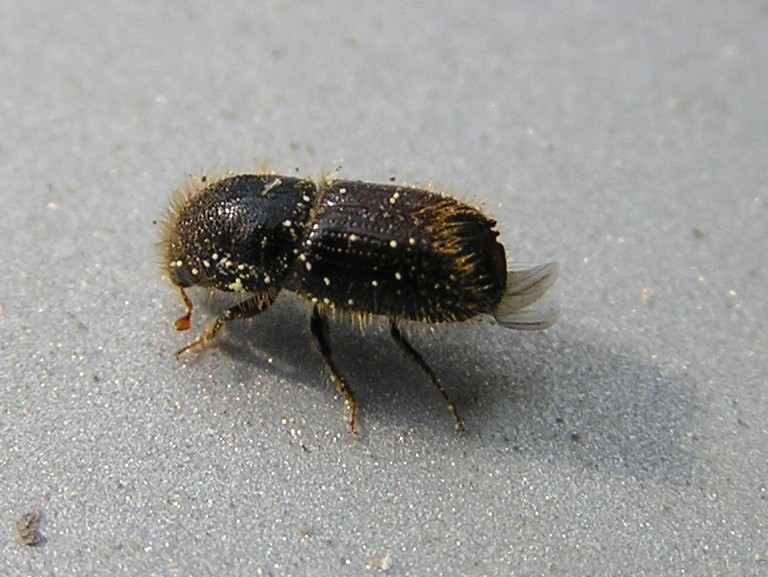
Letterzetter (Ips typographus)

- Carphoborus minimus (Kleinste dennenbastkever)
- Coccotrypes dactyliperda*
- Cryphalus asperatus (Gekorrelde sparrenschorskever)
- Crypturgus hispidulus
- Crypturgus pusillus (Kleine sparrenschorskever)
- Crypturgus subcribrosus
- Dactylotrypes longicollis*
- Dendroctonus micans (Sparrenbastkever)
- Dryocoetes alni
- Dryocoetes autographus (Ruige dennenschorskever)
- Dryocoetes villosus
- Ernoporicus fagi
- Ernoporus tiliae
- Gnathotrichus materiarius*
- Hylastes angustatus
- Hylastes ater (Zwarte dennenbastkever)
- Hylastes attenuatus
- Hylastes brunneus
- Hylastes cunicularius (Zwarte sparrenschorskever)
- Hylastes linearis
- Hylastes opacus
- Hylastinus obscurus
- Hylesinus crenatus (Zwarte essenbastkever)
- Hylesinus fraxini
- Hylesinus orni
- Hylesinus toranio (Kleine zwarte essenbastkever)
- Hylurgops palliatus (Geelbruine sparrenbastkever)
- Hylurgus ligniperda (Slanke dennenschorskever)
- Hypothenemus eruditus*
- Hypothenemus hampei*
- Hypothenemus obscurus*
- Ips acuminatus*
- Ips cembrae (Achttandige lariksschorskever)
- Ips sexdentatus (Zestand-dennenschorskever)
- Ips typographus (Letterzetter)
- Kissophagus hederae
- Lymantor coryli
- Orthotomicus erosus
- Orthotomicus laricis (Lariksschorskever)
- Orthotomicus proximus
- Orthotomicus suturalis
- Phloeosinus bicolor
- Phloeosinus rudis*
- Phloeosinus thujae
- Phloeotribus rhododactylus (Bremschorskever)
- Phloeotribus spinulosus
- Pityogenes bidentatus (Tweetandige dennenschorskever)
- Pityogenes chalcographus (Koperetser)
- Pityogenes trepanatus
- Pityokteines curvidens*
- Pityophthorus glabratus
- Pityophthorus lichtensteinii
- Pityophthorus pubescens
- Polygraphus grandiclava
- Polygraphus poligraphus (Tweeogige sparrenschorskever)
- Pteleobius kraatzii
- Pteleobius vittatus
- Scolytus intricatus (Eikenspintkever)
- Scolytus mali (Appelspintkever)
- Scolytus multistriatus (Kleine iepenspintkever)
- Scolytus pygmaeus (Dwergiepenspintkever)
- Scolytus ratzeburgii (Grote berkenspintkever)
- Scolytus rugulosus (Kleine vruchtboomspintkever)
- Scolytus scolytus (Grote iepenspintkever)
- Taphrorychus bicolor
- Taphrorychus villifrons
- Tomicus minor
- Tomicus piniperda
- Trypodendron domesticum
- Trypodendron lineatum
- Trypodendron signatum
- Trypophloeus binodulus
- Xyleborus alni*
- Xyleborus bodoanus*
- Xyleborus dispar (Ongelijke houtkever)
- Xyleborus dryographus
- Xyleborus eurygraphus*
- Xyleborus ferrugineus*
- Xyleborus germanus*
- Xyleborus monographus (Kleine zwarte timmerhoutschorskever)
- Xyleborus morigerus*
- Xyleborus saxesenii (Kleine houtkever)
- Xylocleptes bispinus (Bosrankschorskever)

## Nemonychidae(Bastaardsnuitkevers)

### OnderfamilieDoydirhynchinae

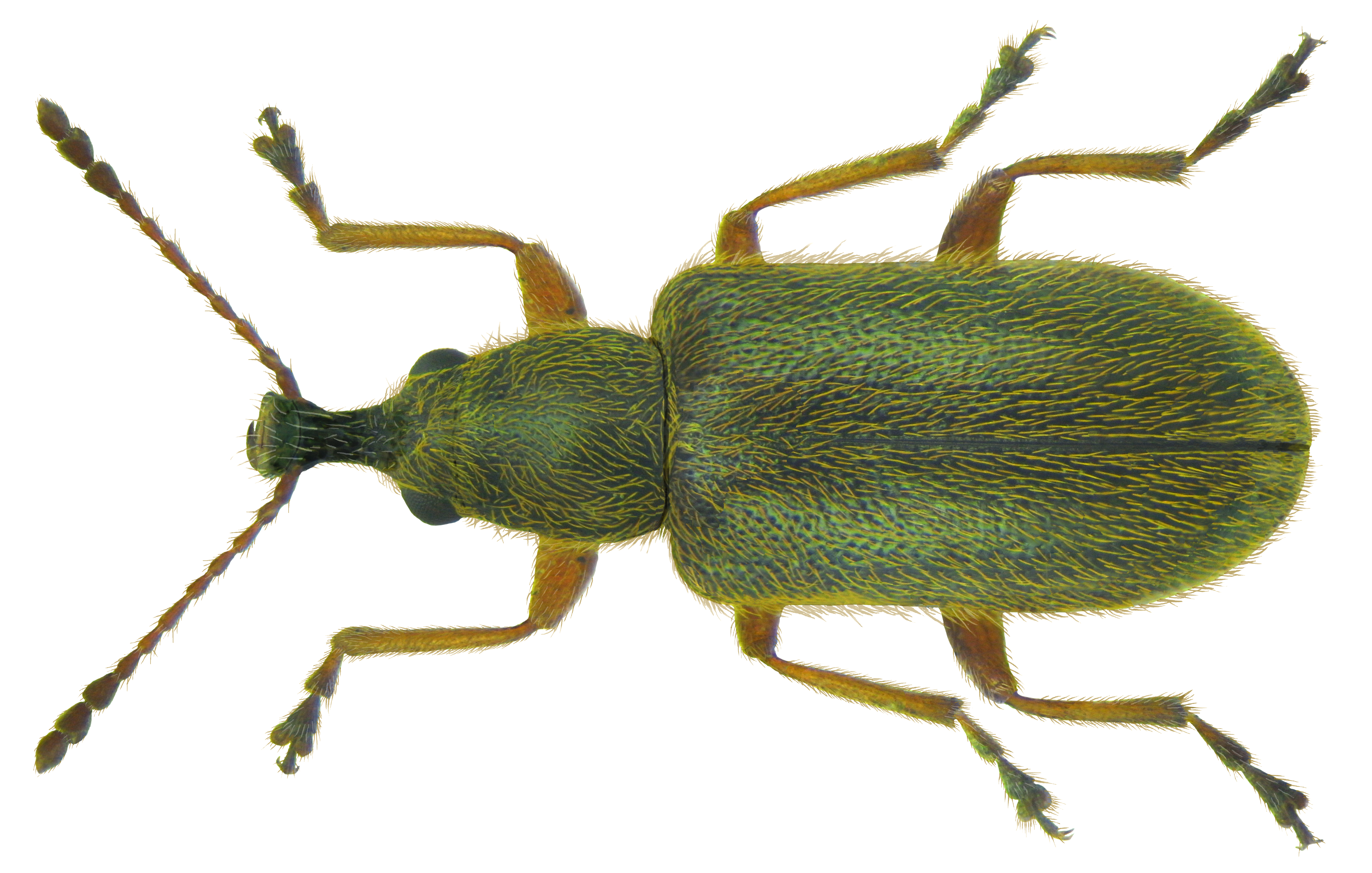
Dennenbasterdsnuittor (Cimberis attelaboides)

- Cimberis attelaboides (Dennenbasterdsnuittor)
- Doydirhynchus austriacus

bastaardsnuitkevers · beenderknagers · bladkevers · bladsprietkevers · boksnuittorren · boktorren · kniptorren · loopkevers · (echte) mestkevers · sigarenmakers · snuitkevers · soldaatjes · spitsmuisjes · vliegende herten · totaaloverzicht